# LAZ Rhede

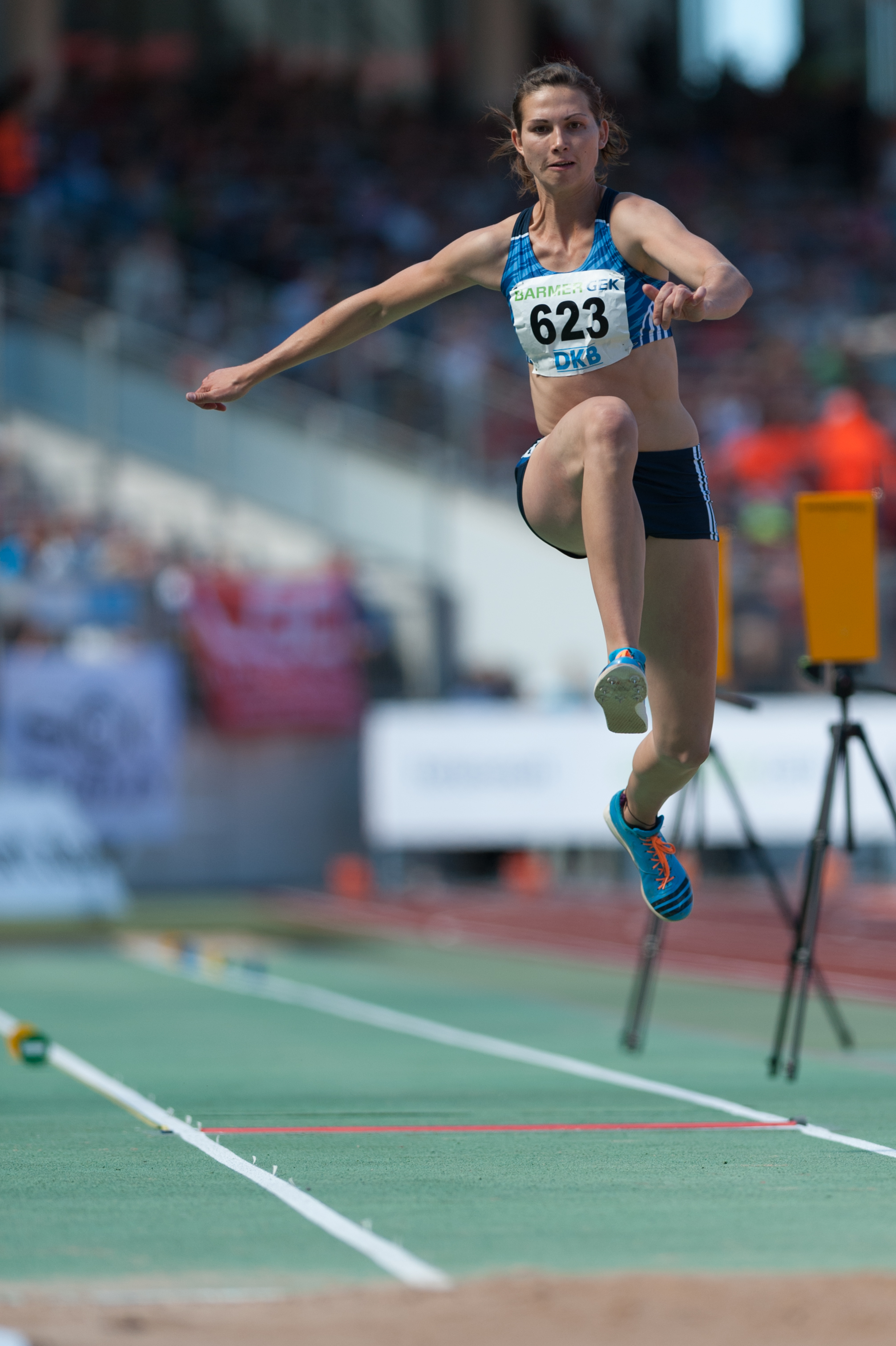
Klaudia Kaczmarek vom LAZ Rhede im Dreisprung bei der Leichtathletik-DM 2015

Das Leichtathletik-Zentrum Rhede ist ein 1986 gegründeter Sportverein aus Rhede. Das LAZ Rhede hat sich auf Leichtathletik spezialisiert, ist aber auch im Breitensport aktiv. Neben der klassischen Funktion als Sportverein ist LAZ Rhede überregional auch als Veranstaltungsort von Sportveranstaltungen von klein (Spaleck-LAZy-Cup für Schüler) bis groß (Deutsche Leichtathletik-Mehrkampfmeisterschaft 1988) bekannt.
Bereits vor Vereinsgründung ist der Standort Rhede seit 1974 Landesstützpunkt des Leichtathletikverbandes Nordrhein.

## Bekannte Athleten
Für das LAZ Rhede starteten der 4-mal-400-Meter-Staffel-Europameister von 1982 Thomas Giessing, der Hammerwerfer Manfred Hüning, die Weitspringerin Claudia Gerhardt und der Sprinter Daniel Schnelting.

## Sportzentrum
Das Sportzentrum Rhede (auch Besagroup Sportpark oder Sportzentrum an der B67) besteht bereits seit 1981. Neben dem Stadion, das auch vom VfL Rhede genutzt wird, gibt es dort eine Leichtathletikhalle für das LAZ. Die Entwicklungsmöglichkeiten des LAZ Rhede werden durch die Hallensituation begrenzt. Die lange Laufbahn wird als Flüchtlingsunterkunft genutzt.